# Rufus Pollock
Rufus Pollock (1980) es economista británico y activista por los contenidos libres. Ha sido fundador de Open Knowledge International. Es exalumno de la Fundación Shuttleworth, becario de la ONG Ashoka, y miembro del Centro de Propiedad Intelectual y Derecho de la Información de la Universidad de Cambridge. Es presidente de Open Knowledge International, que creó con la denominación "Fundación Open Knowledge" en 2004 y de la que fue director hasta 2013. Sigue siendo  secretario del consejo. Además de su labor académica, mientras estuvo en Open Knowledge International inició diversos proyectos, muchos de los que siguen activos hoy en día. Por ejemplo, en 2005 creó "The Open Definition" (Definición Abierta) que proporcionó la primera definición formal de contenido y datos abiertos, y que ha seguido siendo la definición estándar de referencia. En 2005-2006 creó la primera versión de CKAN, un software de código abierto para encontrar y compartir conjuntos de datos, especialmente conjuntos de datos abiertos. CKAN ha seguido evolucionando y hoy en día es el principal software de plataforma de datos abiertos del mundo utilizado por los gobiernos, incluidos los Estados Unidos y el Reino Unido, para publicar millones de conjuntos de datos públicos. 

## Trabajo
El 24 de mayo de 2004 Pollock fundó en Cambridge la Open Knowledge Foundation  (Fundación para el Conocimiento Abierto) como una red mundial sin ánimo de lucro que promueve y comparte el conocimiento abierto, incluidos los datos abiertos y el contenido abierto, información que está disponible y gratuita.
En 2007 y 2009, Pollock publicó dos importantes trabajos sobre el plazo óptimo de los derechos de autor, en los que proponía, sobre la base de un modelo económico con parámetros empíricamente estimables, una duración óptima de sólo 15 años, significativamente más corta que cualquier plazo de derechos de autor existente en la actualidad.
Ha sido titular de la Beca de Investigación Mead en Economía en el Emmanuel College, Cambridge.
En 2009, fue acreditado por el inventor de la web Tim Berners-Lee por iniciar el  Raw Data Now Meme.
En 2010 fue nombrado uno de los cuatro miembros fundadores de la Junta de Transparencia del Sector Público del Gobierno del Reino Unido.